# Takeda Nobukado

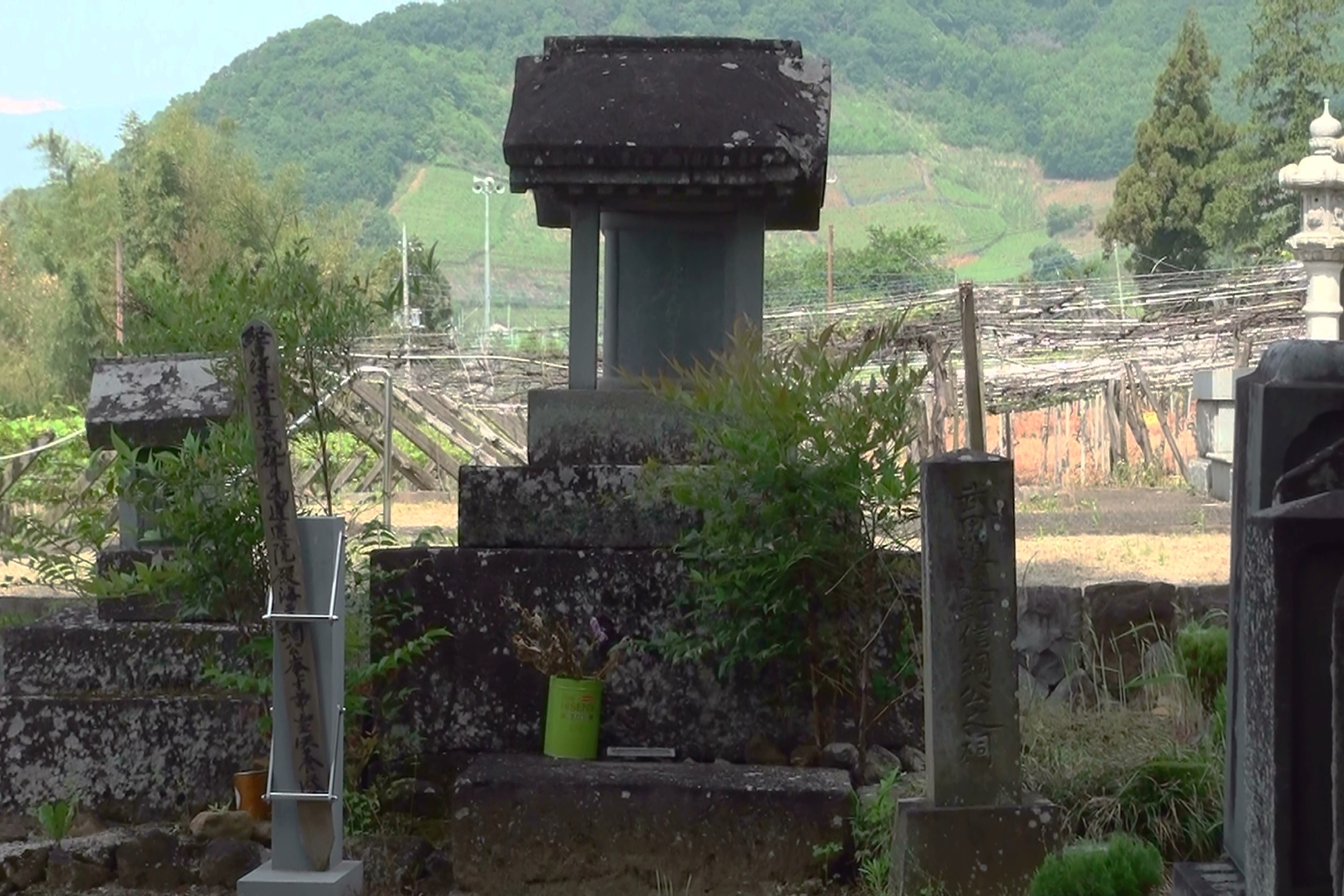
Graf van Takeda Nobukado

Takeda Nobukado (Japans: 武田信廉) (1529 - 1582) was een Japanse samoerai uit de late Sengoku-periode. Hij was een jongere broer van Takeda Shingen en verwierf faam als een van diens Vierentwintig generaals. Nobukado leidde de centrale compagnie van de Takeda tijdens de Slag bij Nagashino, als een adviseur onder Katsuyori.
Nobukado probeerde te vluchten toen Nobunaga in 1582 de gebieden van de Takeda binnenviel, maar hij werd gevangengenomen en onthoofd, samen met veel andere vazallen van de Takeda. 